# M-anisidină
m-anisidina (3-anisidina) este un compus organic cu formula chimică CH3OC6H4NH2. Este un lichid gălbui, iar probele comerciale pot apărea maronii datorită oxidării în prezența aerului. Este unul dintre cei trei izomeri ai metoxianilinei.

## Obținere
Se prepară prin oxidarea m-nitroanisolul.